# Sain-Bel
Sain-Bel is een gemeente in het Franse departement Rhône (regio Auvergne-Rhône-Alpes). De plaats maakt deel uit van het arrondissement Villefranche-sur-Saône. Sain-Bel telde op 1 januari 2022 2.568 inwoners.

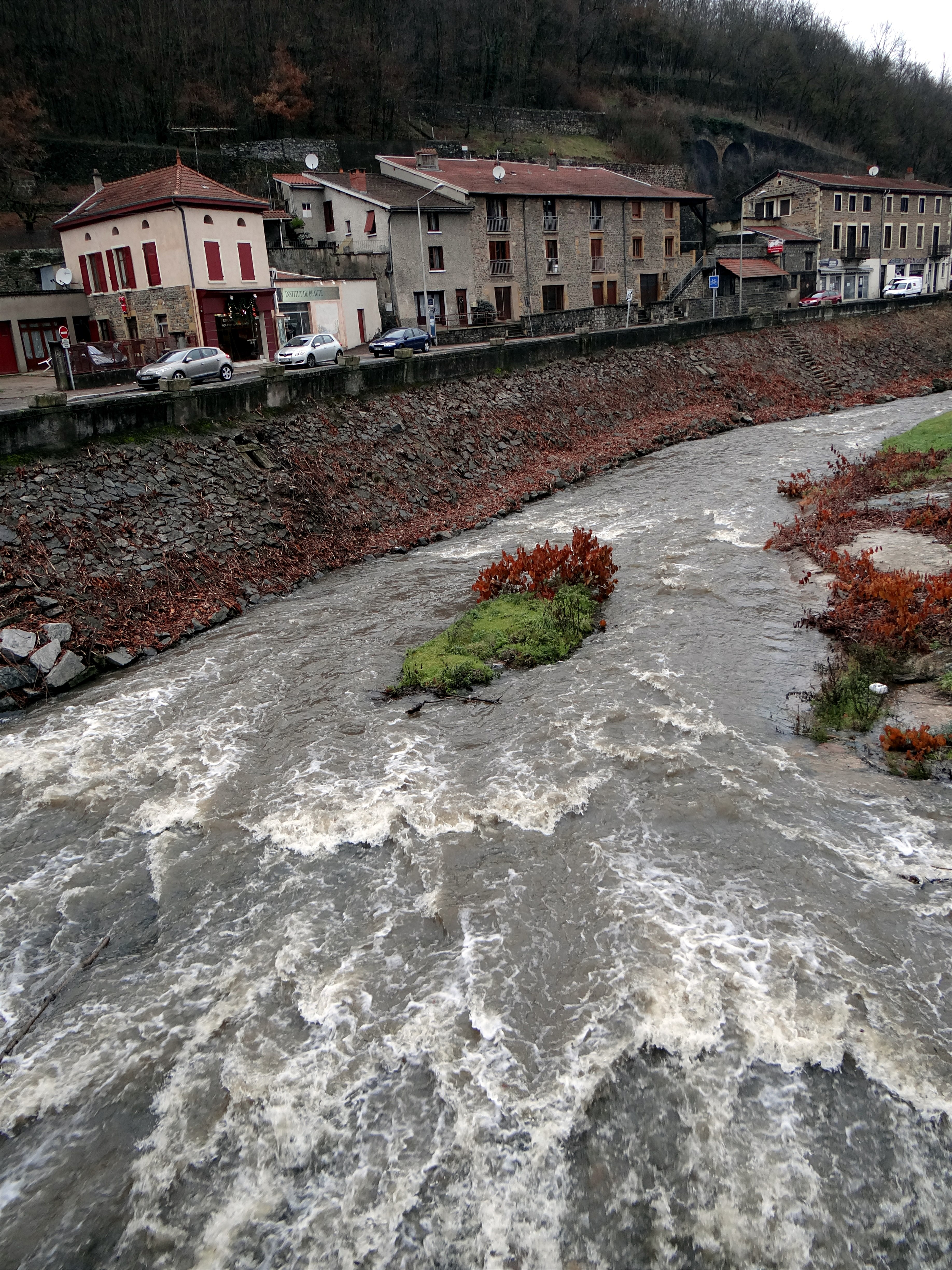
De Brévenne bij Sain-Bel
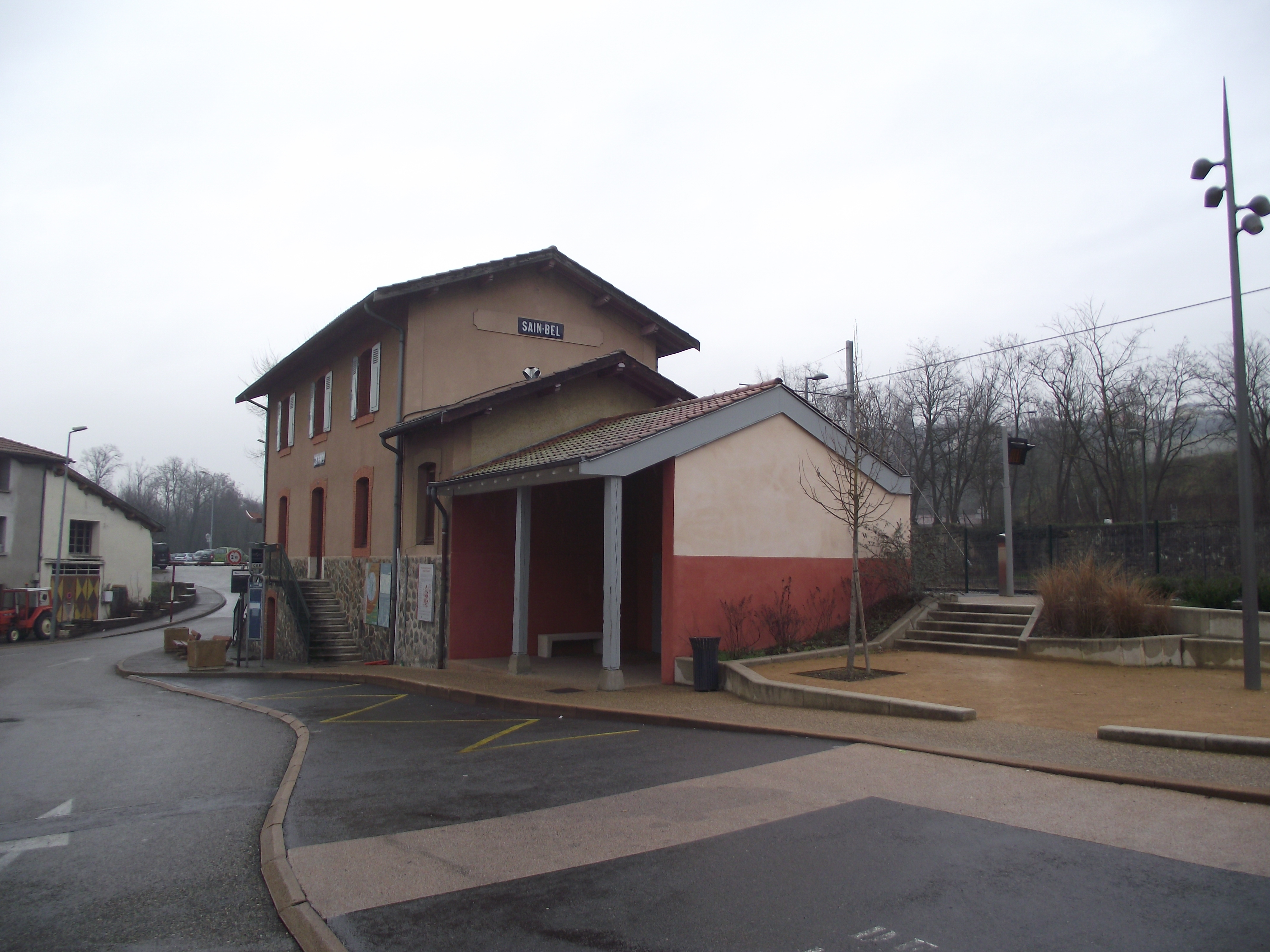
Station

## Geografie
De oppervlakte van Sain-Bel bedroeg op 1 januari 2022 3,68 vierkante kilometer; de bevolkingsdichtheid was toen 697,8 inwoners per km².

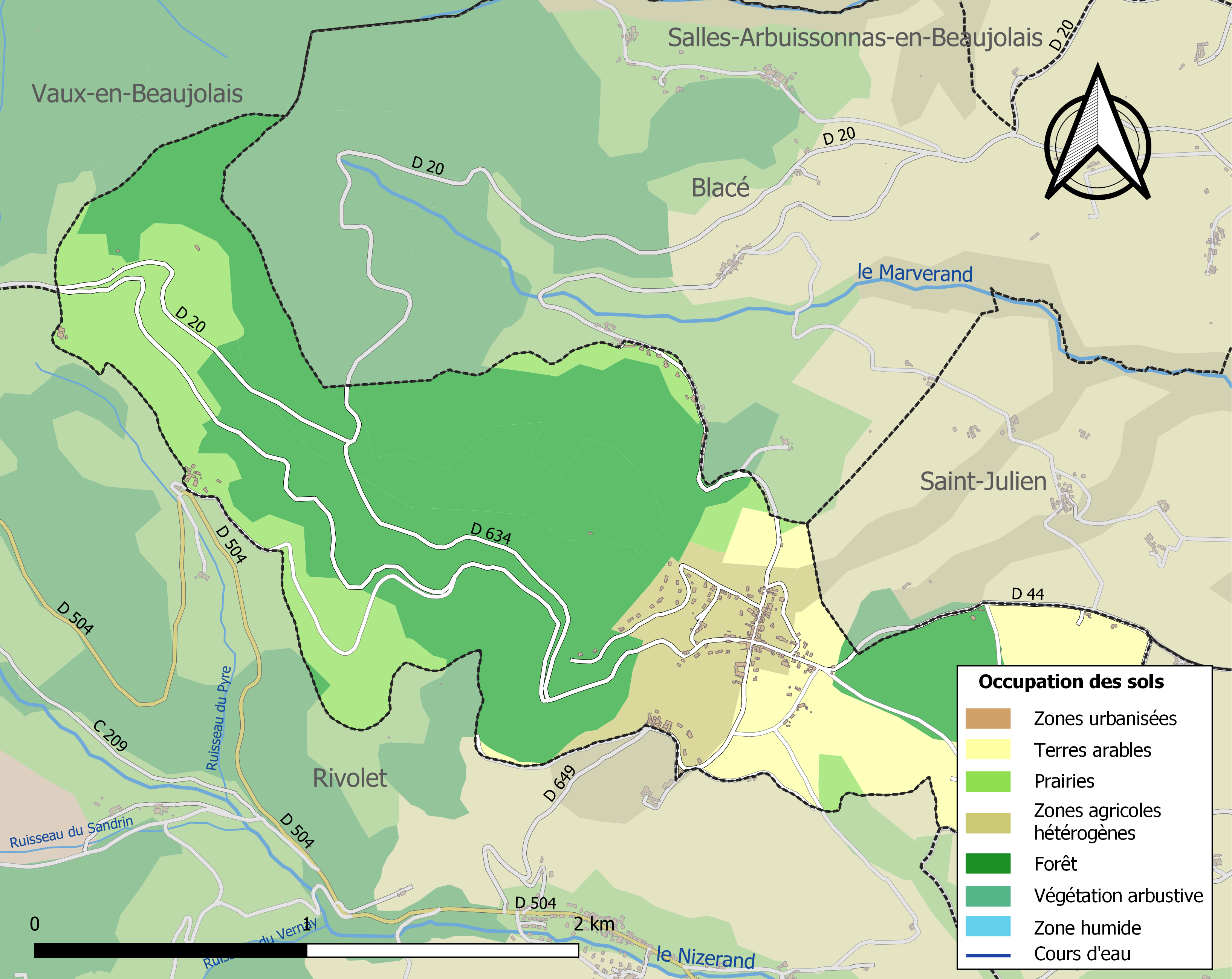
Kaart van de gemeente met de belangrijkste infrastructuur, bodemgebruik en omliggende gemeenten

## Verkeer en vervoer
In de gemeente ligt spoorwegstation Sain-Bel.

## Demografie
Onderstaande figuur toont het verloop van het inwonertal (bron: INSEE-tellingen).